# Église Notre-Dame d'Agonges
L'église Notre-Dame est un édifice religieux du XIIe siècle située dans la commune d'Agonges dans le département de l'Allier, en France.

## Description
Son plan est fait d'une nef avec un transept terminé par des absides. Dans le chœur, les murs sont décorés d'arcatures en mitre. La voûte en berceau est soutenue par des doubleaux qui reposent sur des colonnes.
Le clocher se dresse sur une hauteur de trois étages, dont l'assise est aveugle.
L'église d'Agonges est  un modèle d'église rurale très abouti parmi l'ensemble des églises romanes du pays de Souvigny.

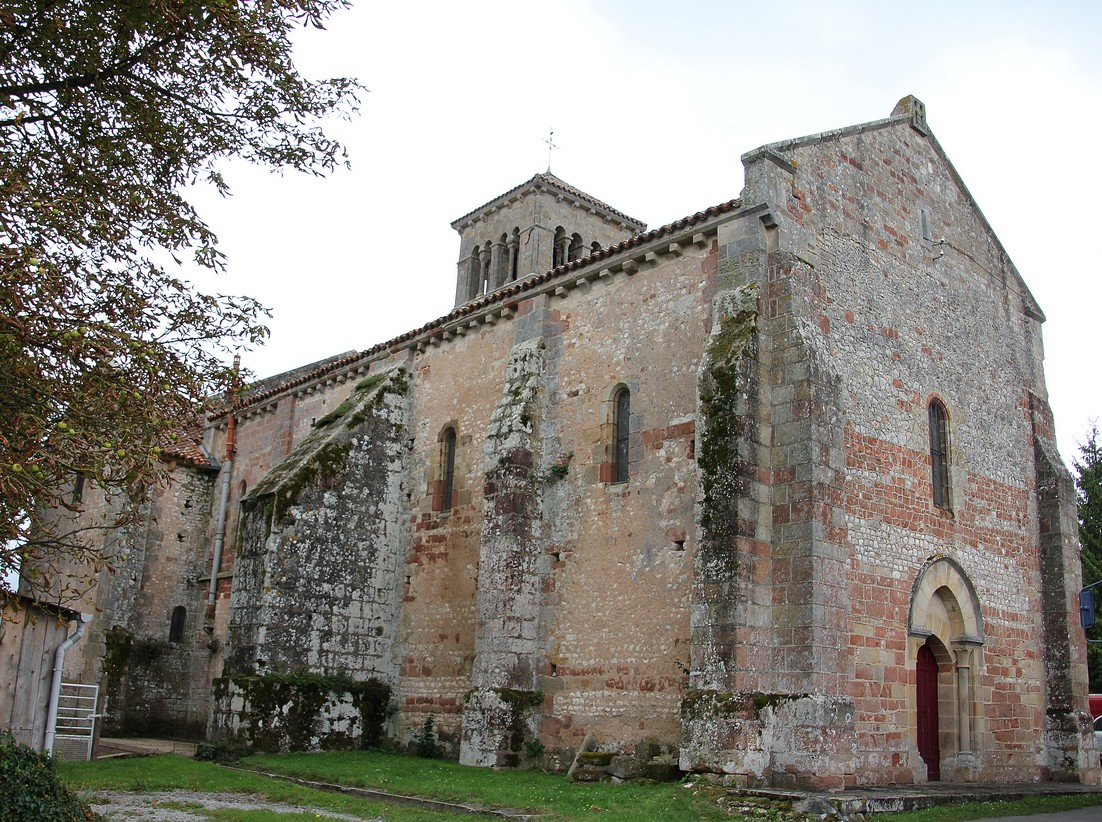
Nef et portail ouest.
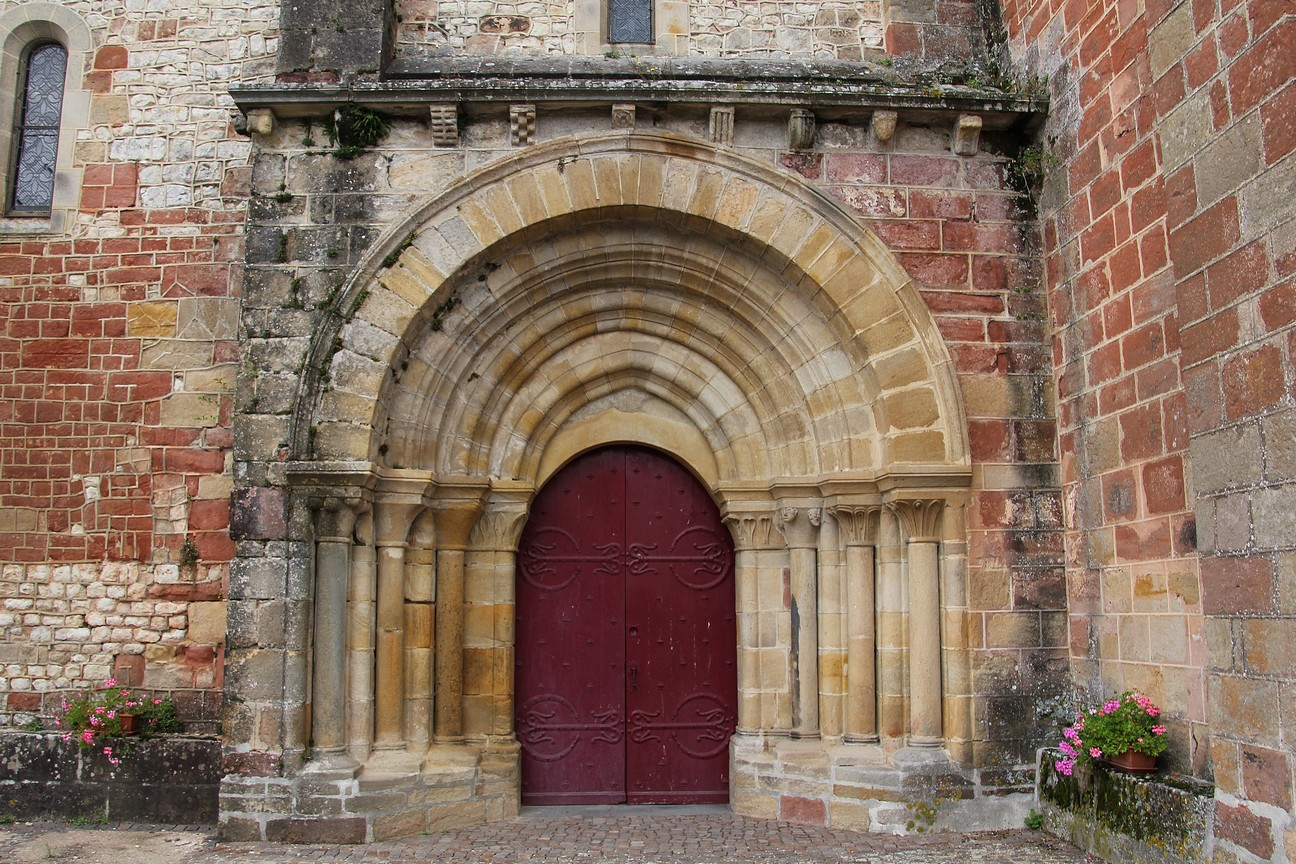
Portail sud.
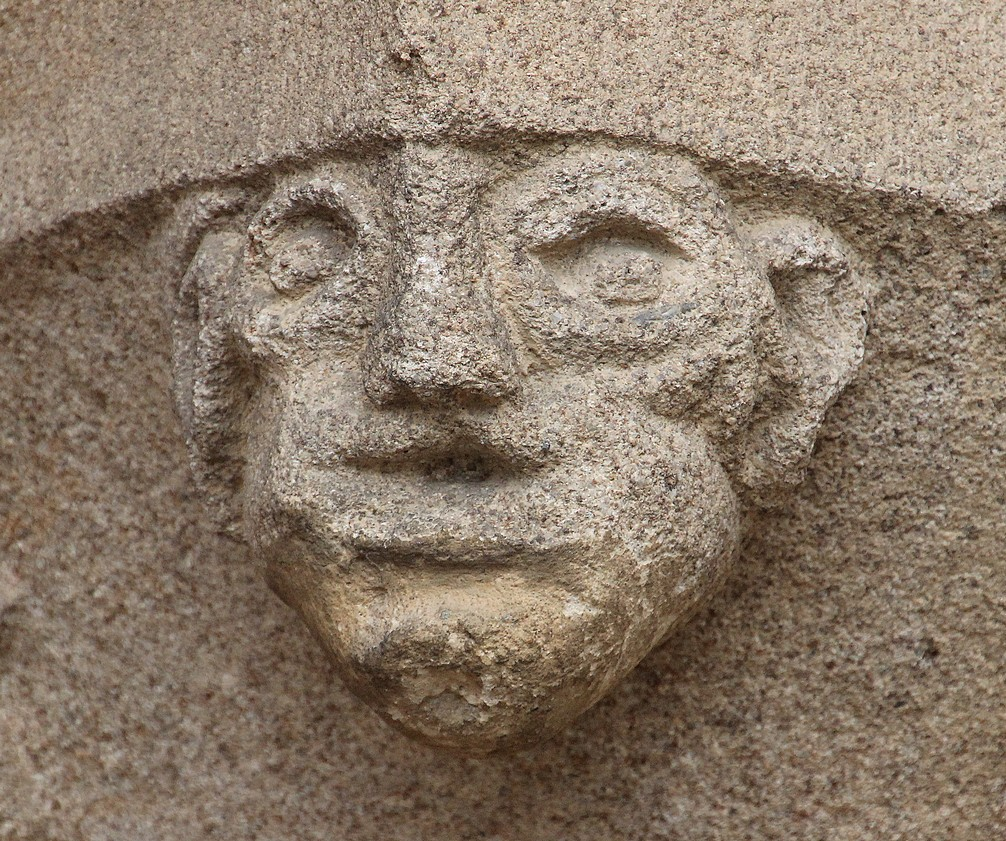
Détail d'un chapiteau du portail sud.
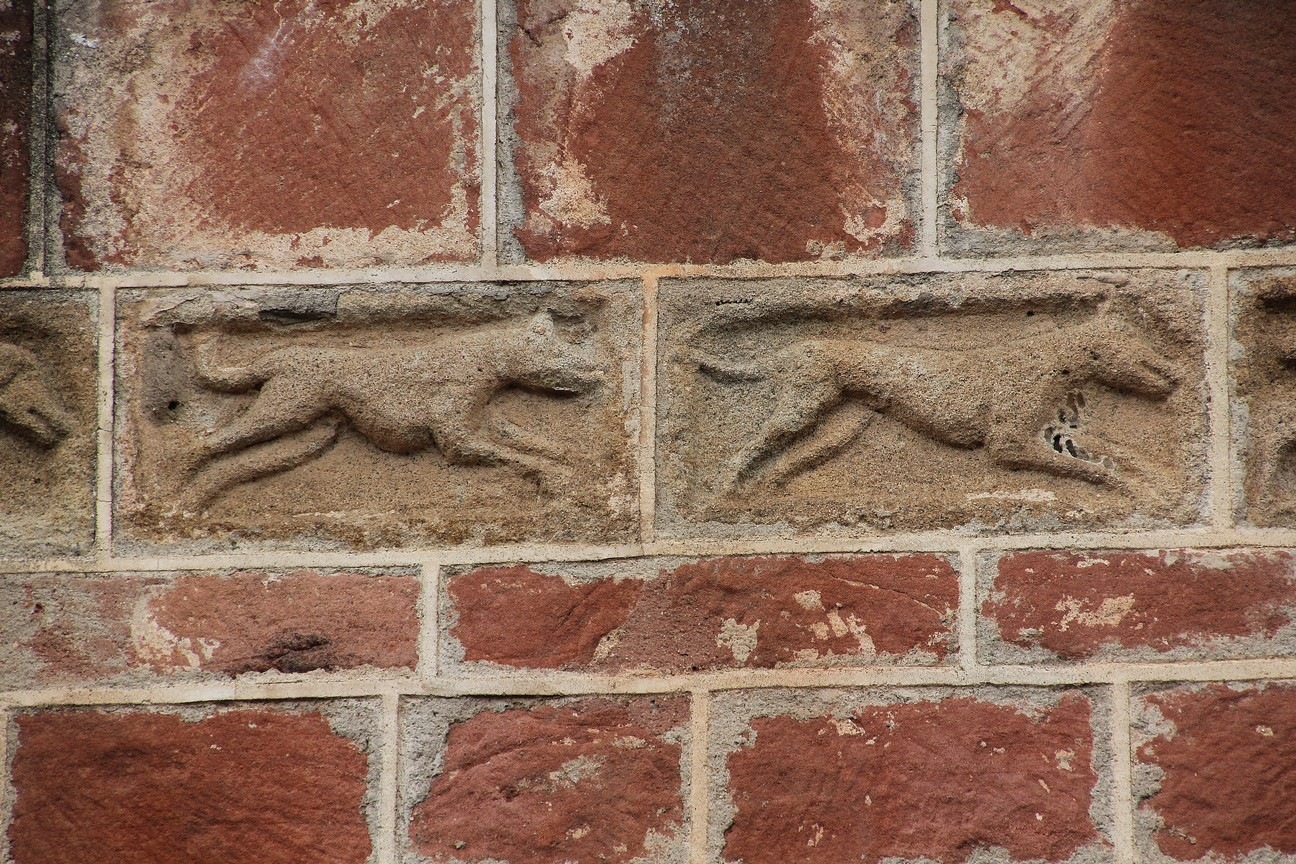
Détail du clocher, pierres sculptées (scène de chasse).

## Histoire
Elle fait l’objet d’une inscription au titre des monuments historiques depuis le 27 juin 1925.